# Hiptop

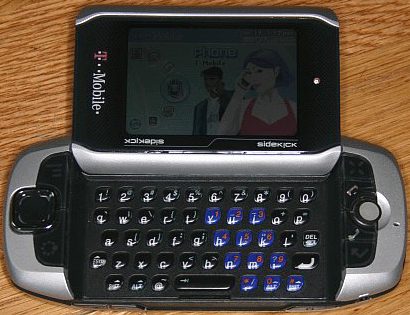
T-Mobile Sidekick 3 (Hiptop)

Das Hiptop ist ein frühes Smartphone des US-amerikanischen Herstellers Danger. Es wurde von 2002 bis 2010 produziert und auch unter den Namen T-Mobile Sidekick, Mobiflip und Sharp Jump vermarktet.
Zu den Funktionen gehört neben GPRS-Telefonie E-Mail-Empfang, ein Webbrowser, ein Instant Messaging Client und Server Terminal Adapter (SSH). Eine Besonderheit des Systems ist, dass viele Daten und ggf. Mediendateien nicht, wie üblich, im Gerät abgespeichert werden, sondern über das Mobilfunknetz auf den Servern des Dienstanbieters. Hacker nutzten 2005 diese Besonderheit und eine Sicherheitslücke, um sich in die Accounts von Paris Hilton und anderer Prominenter einzuhacken und darin gespeicherte Telefonnummern und Fotos im Internet zu veröffentlichen.

## Geschichte
In Deutschland wurde  der Hiptop (auch bekannt unter Sidekick, dem Vermarktungsnamen von T-Mobile) seit 2003 vom Mobilfunkanbieter E-Plus zusammen mit einer Internet-Flatrate vertrieben. Die verbesserte Nachfolgeversion Hiptop 2 war ab April 2005 in Deutschland bei E-Plus erhältlich. Die neue Version unterscheidet sich von ihrem Vorgänger hauptsächlich durch eine integrierte Kamera und die bessere Verarbeitung, die bei der alten Version oft bemängelt wurde. Der Hiptop 2 war seit Juli 2005 auch bei T-Mobile als Sidekick II verfügbar, allerdings im Gegensatz zu E-Plus mit Volumentarif mit 30 MB Inklusivvolumen statt einer Flatrate. Jedoch war auch dieser Tarif bis Ende 2006 mit einer Flatrate vergleichbar, da bis dahin ein weiteres Transfervolumen nicht berechnet wurde. 
Seit 2006 war auch eine Flatrate zum Preis von 10 Euro für den Sidekick bei T-Mobile erhältlich.
Im März 2006 stellte E-Plus die aktive Vermarktung des Hiptop 2 offiziell ein.
Im Dezember 2006 stellte T-Mobile den Hiptop 3 unter dem Produktnamen Sidekick 3 vor. Er unterscheidet sich von seinem Vorgängermodell u. a. durch eine Navigationskugel statt eines Navigationssteuerrädchens, einen eingebauten MP3-Player und die Möglichkeit einer Speichererweiterung durch einen Mini-SD-Karten-Slot.
Ab November 2007 wurde in den USA das „Sidekick Slide“ verkauft. 
Kurz nach dem Erscheinen des Sidekick Slide in den USA wurde es aufgrund technischer Probleme vom Markt genommen, später jedoch wieder angeboten.
Es ist das erste Gerät, das von Motorola und nicht, wie die Vorgängermodelle, von Sharp gebaut wurde.
Das schon im Oktober 2007 ebenfalls in den Vereinigten Staaten erschienene Sidekick LX wurde nicht in Deutschland veröffentlicht, genauso wie das schon im Jahr zuvor erschienene Sidekick ID.
Am 15. April 2008 wurde Hersteller Danger von Microsoft übernommen. Im Oktober 2009 verlor Danger die Daten einer ungeklärten Anzahl von Kunden. Ende 2009 wurde der Dienst in Deutschland eingestellt. Dadurch verloren alle deutschen Nutzer ihre Daten wie z. B. Fotos, Kontakte, E-Mails inkl. E-Mail-Konten – sofern sie das Gerät nicht mehr besaßen. Die Daten waren vor der Einstellung noch auf einer Website von T-Mobile verfügbar, mit der sich die Daten herunterladen ließen.

## Medien
Die Protagonistin der Detektivserie Veronica Mars und Wallace Fennel, ein weiterer Hauptcharakter der Fernsehserie, besitzen beide einen Sidekick.
Folge 19 von Staffel 6 der Fernsehserie Gilmore Girls, I Get a Sidekick Out of You (deutscher Titel: Trinkfest), wurde neben wiederholter namentlicher Erwähnung und augenfälligen Produktplatzierungen in dieser und weiteren Episoden sogar nach der T-Mobile-Version des Geräts benannt.
Der Hauptcharakter des Computerspiels Midnight Club: Los Angeles besitzt einen T-Mobile Sidekick.
Im Film Insidious: Chapter 3 – Jede Geschichte hat einen Anfang schreibt Quinn Brenner (Stefanie Scott) Nachrichten mit ihrem Hiptop.
Im Film Be Cool – Jeder ist auf der Suche nach dem nächsten großen Hit (2005) schreibt Elliot Wilhelm (Dwayne Johnson) auf einem Sidekick von T-Mobile (80:54 min).
In Folge 10 Staffel 2 Im Pärchenkoma der Fernsehserie How I Met Your Mother schreibt Barneys Bruder James im Club seinem Freund. Barney findet an diesem Abend heraus, dass James womöglich verlobt ist und möchte ihn zu Rede stellen. Dieser weicht den Fragen und der Aufforderung, Barney das Handy zu geben, aus und lobt stattdessen die Kamera, den Internetzugang und was die Technik so alles möglich macht. Schlussendlich entwendet Barney James das Handy und schaut in einer Nahaufnahme auf das Display.

## Versteckte Funktionen
Es gibt ein Spiel namens Snowboard, das auf dem About-Bildschirm mit der Tastenkombination Menu + Shift(Alt) + 8 aufgerufen werden kann, es ist zu beachten, dass man hierzu das englische Tastaturlayout einstellen muss. Beim deutschen T-Mobile-Sidekick muss nicht auf englisches Tastenlayout umgestellt werden, um das Spiel zu aktivieren.